# کوه لوارک
کوه لوارک کوهی با ارتفاع حدود ۳۵۶۰ متر از سطح آبهای آزاد در ارتفاعات شمال تهران و در رشته کوه توچال است. این کوه یکی از سرچشمههای رودخانه کن است. 